# Zbór Kościoła Zielonoświątkowego w Żywcu
Zbór Kościoła Zielonoświątkowego w Żywcu – ewangeliczna wspólnota chrześcijańska, należąca do kościoła zielonoświątkowego, mająca siedzibę w Żywcu.

## Historia
Kościół zielonoświątkowy rozpoczął pracę ewangelizacyjną w Żywcu 2 kwietnia 1988 r., kiedy w mieście została powołana placówka zboru „Filadelfia” z Bielska-Białej.
Opiekę kaznodziejską nad wiernymi z Żywca sprawował drugi pastor zboru w Bielsku-Białej. Żywieccy zborownicy brali udział w porannym nabożeństwie w Bielsku-Białej, następnie w godzinach popołudniowych prowadzono nabożeństwo w Żywcu. W początkowej fazie działalności wspólnoty odbywały się one w prywatnym lokalu, a od 1989 r. przeniesiono je do budynku klubu osiedlowego przy ul. Jana 10 na Osiedlu 700-lecia.
Placówka w Żywcu stała się samodzielnym zborem 6 grudnia 1990 r. Nabożeństwa prowadzono następnie przez krótki okres w Miejskim Domu Kultury „Papiernik” w Zabłociu przy ul. Słonki, przeniesiono je potem do kamienicy przy ul. Kościuszki 7.
Kolejnym miejscem spotkań od maja 1993 r. stał się Klub „Akwarium”, położony na Osiedlu 700-lecia. Ostatecznie siedzibą zboru został w 2004 r. budynek przy Alei Piłsudskiego 11.

## Działalność
Pierwsza akcja ewangelizacyjna na terenie miasta odbyła się już w 1988 r. Do 6000 mieszkań rozniesione zostały broszury, które spotkały się z listownym odezwem sześćdziesięciu osób. Od tego samego roku prowadzona jest również katecheza dla dzieci, od 1993 r. za porozumieniem z władzami miejskimi organizowana jest nauka religii.
W 1997 r. miał miejsce pierwszy zborowy chrzest, który zorganizowano na basenie w Węgierskiej Górce dla siedmiu osób.
Do pozostałych aktywności zboru należy organizacja Tygodnia Kultury Protestanckiej, ewangelizacji, projekcji filmów, koncertów oraz prelekcji, a także występów artystycznych, happeningów ulicznych oraz półkolonii dla dzieci.